# Sânzieni
Sânzieni [ˈsɨnzienʲ] (ungarisch Kézdiszentlélek, ungarische Aussprache: ˈkeːzdisɛntleːlɛk) ist eine Gemeinde im Kreis Covasna in der Region Siebenbürgen in Rumänien. Sie besteht aus den vier Dörfern: Sânzieni, Cașinu Mic (Kiskászon), Petriceni (Kézdikővár) und Valea Seacă (Kézdiszárazpatak).
Die Gemeinde liegt im Szeklerland und wird fast vollständig von ungarischsprachigen Volksgruppen bewohnt. Sie gehörte zu Ungarn, bis sie 1920 mit dem Vertrag von Trianon ein Teil Rumäniens wurde.

## Sehenswürdigkeiten
- Die römisch-katholische Kirchenburg am Fuße des Berges Perkő hat gotische und barocke Ausstattungsteile. Der Altar wird auf das Jahr 1685 datiert. Die Kirche umschließt eine Schutzmauer mit Basteien, die 1730 aufgrund der Tataren-Kriege errichtet wurde.
- Die Stephans-Kapelle (ungarisch Szent István Kápolna) ist eine mittelalterliche Kapelle auf dem Berg Perkő. Sie enthält ein Fresko im Altarbereich, weitere Deckenmalereien warten auf ihre Restaurierung.

## Wichtige Feste
Alljährlich wird am 20. August das Stephans-Fest (Szent Istvàna Ünnep) gefeiert. Hierzu erklimmen mehrere Tausend Festbesucher den Berg Perkő, wo vor der Kapelle ein Gottesdienst stattfindet.

## Ethnien
92,5 % Magyaren, 3,6 % Roma, 0,8 % Rumänen (Stand 2021)

## Bilder

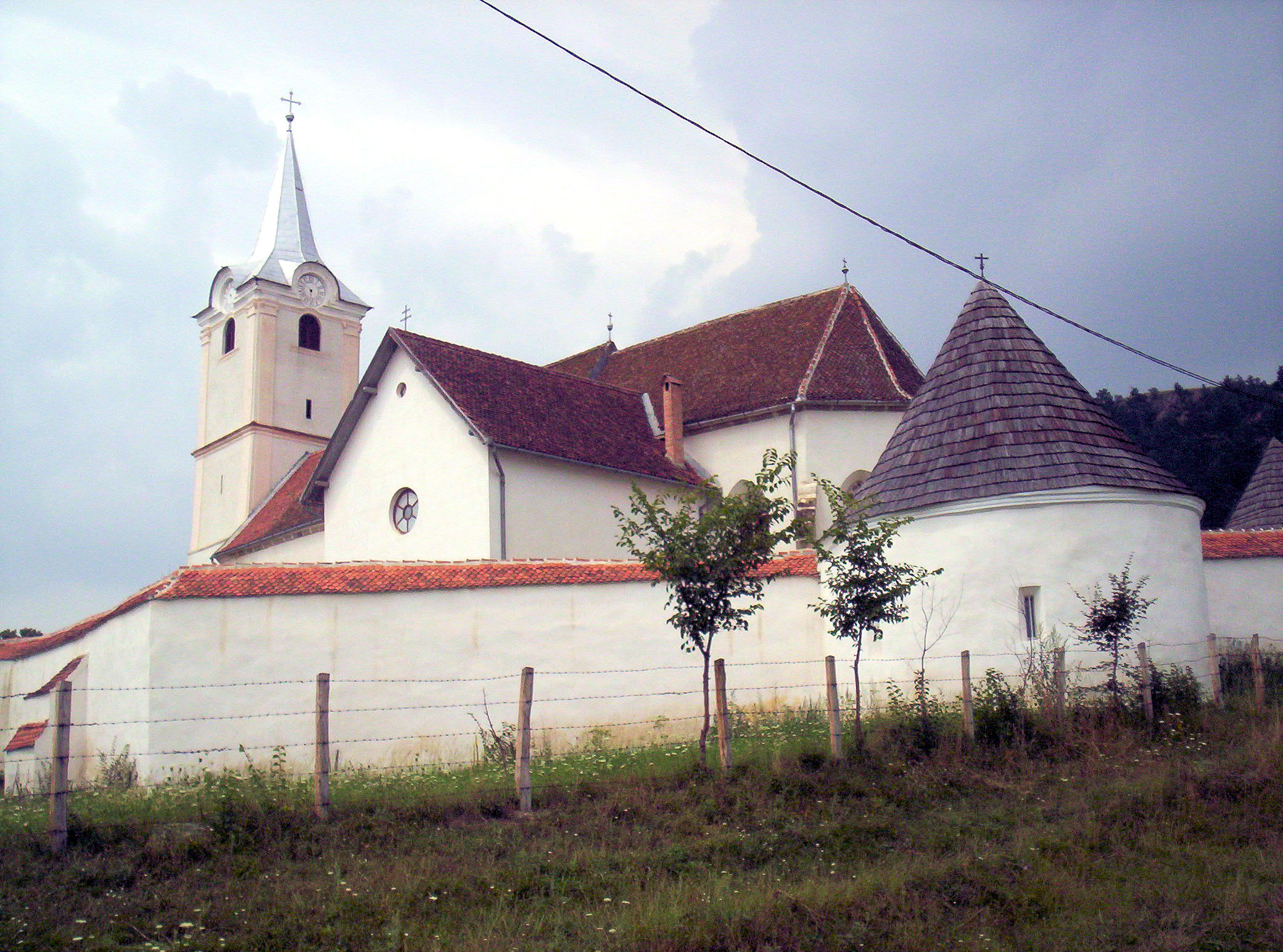
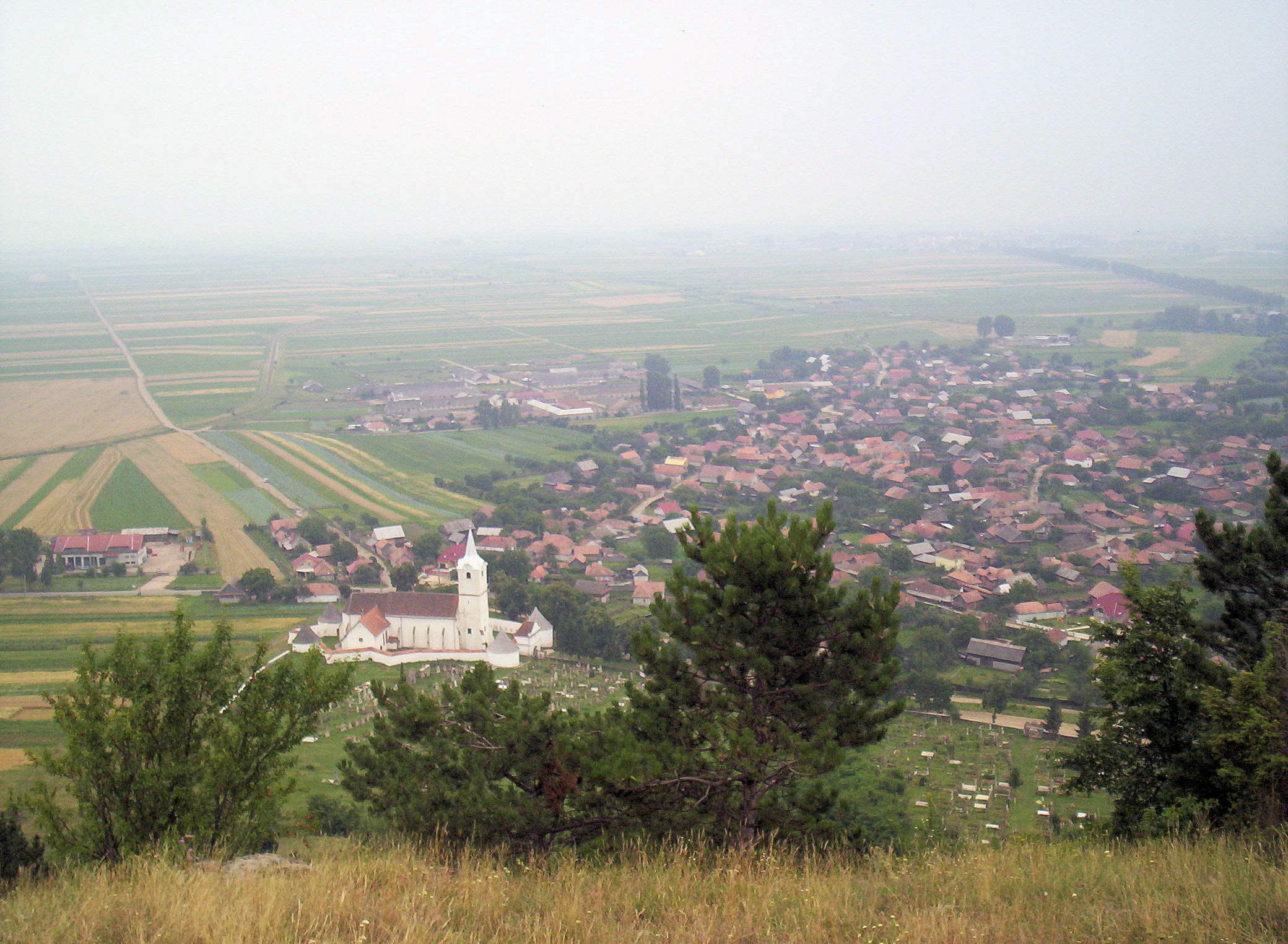
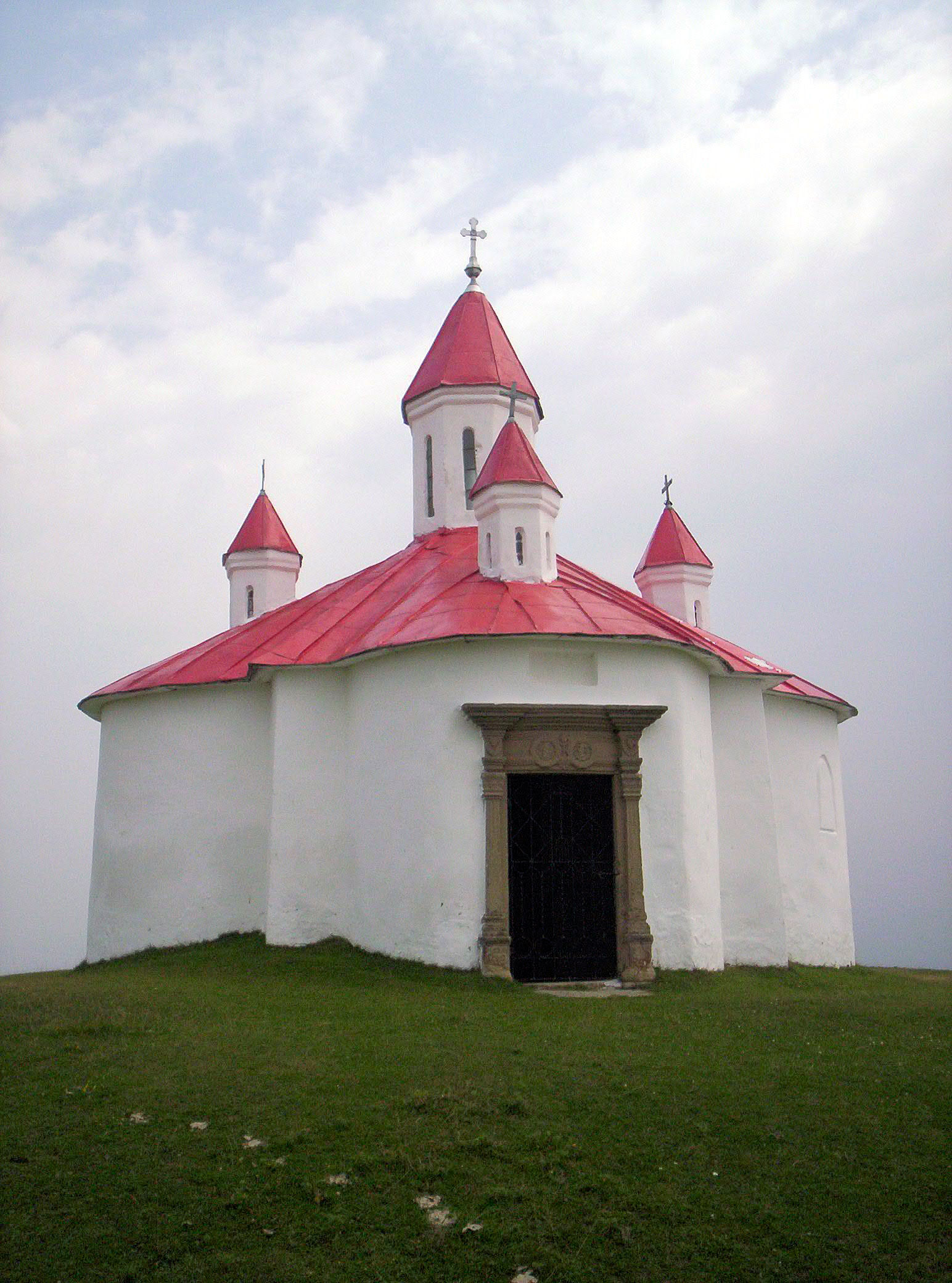
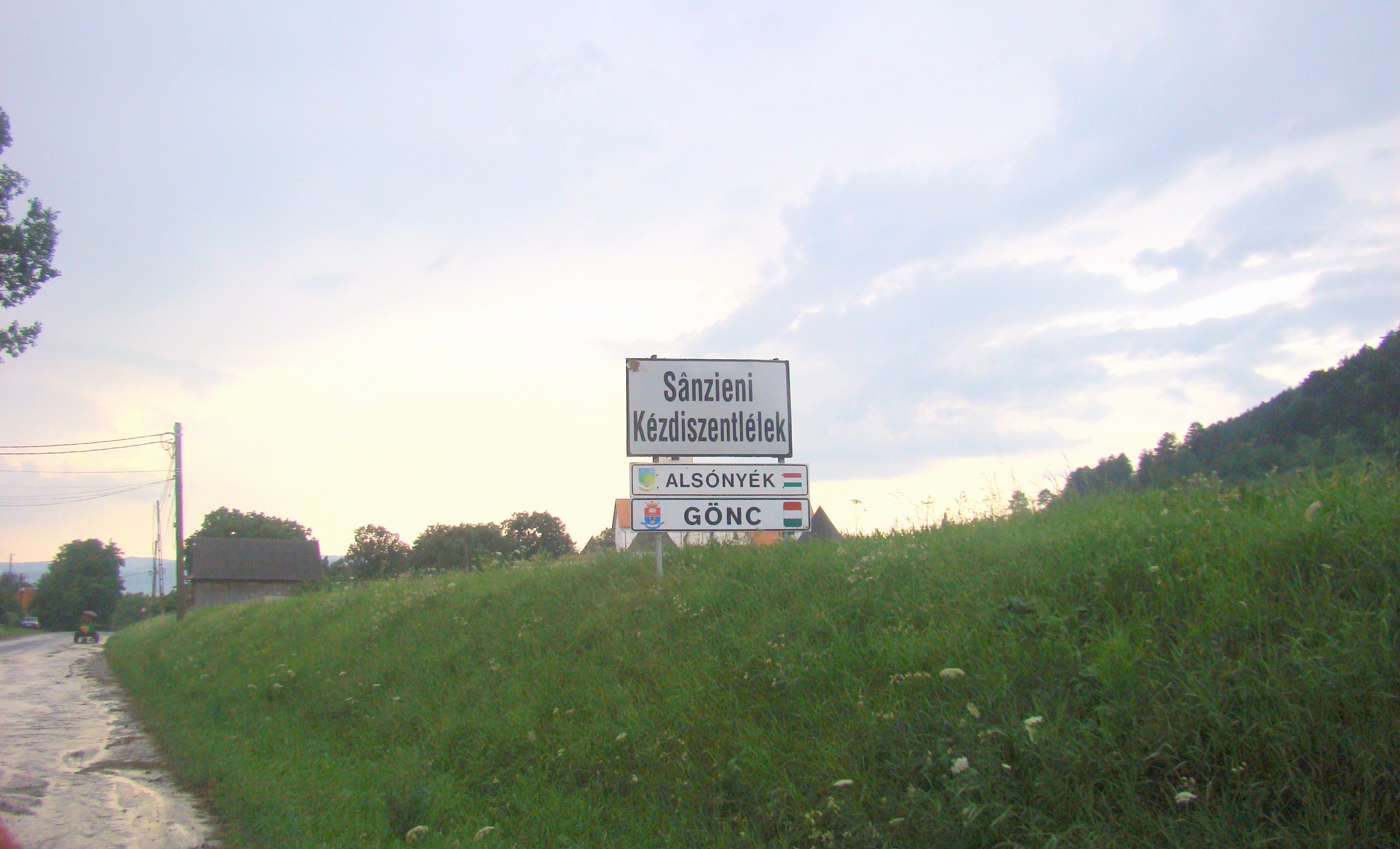

## Städtepartnerschaften
Sânzieni pflegt Partnerschaften mit den ungarischen Orten Gönc, Szentgál, Újbuda, Alsónyék,  Nyékládháza und Fony.